# Neoniphon sammara

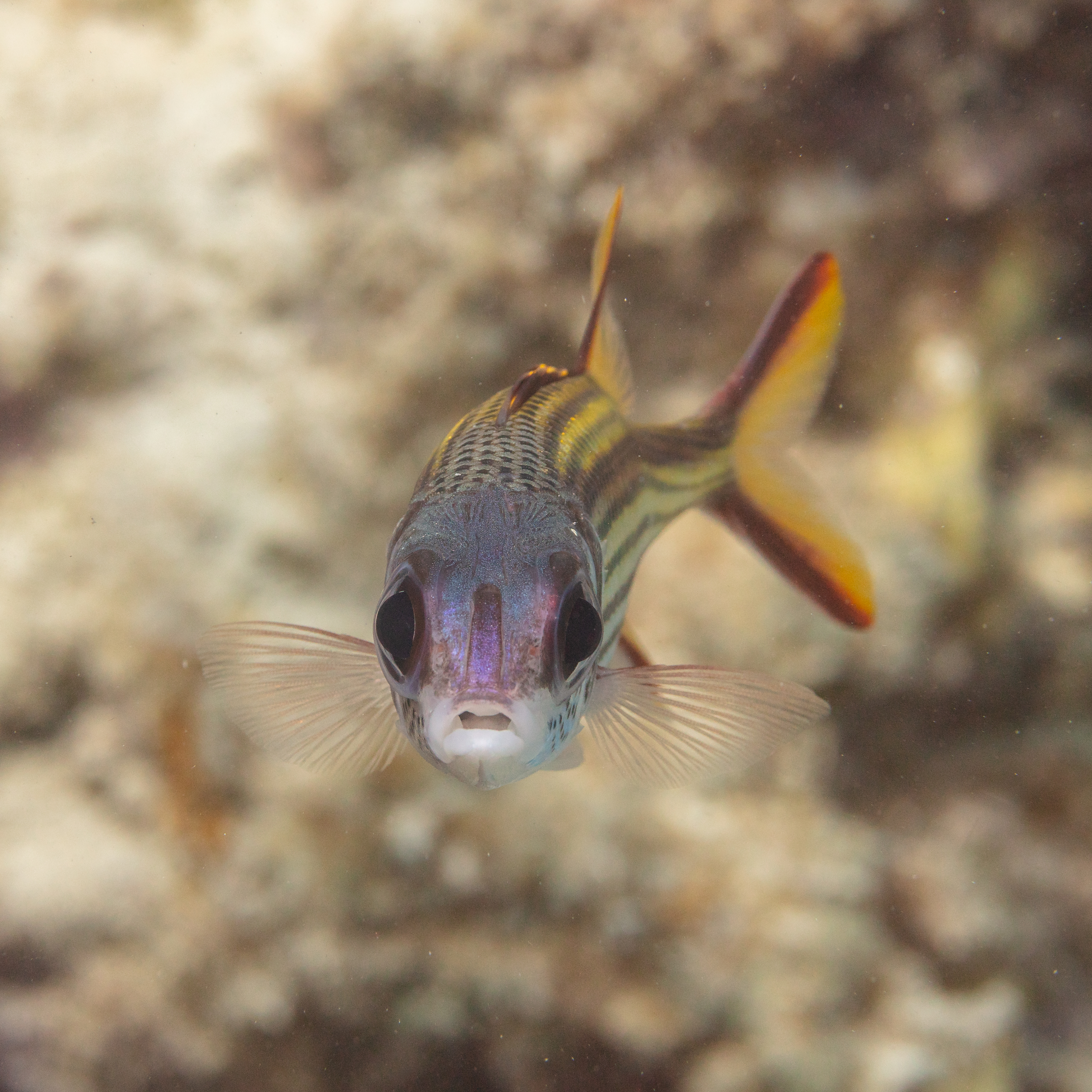
Vista frontale

Neoniphon sammara (Forsskål, 1775) è un pesce osseo marino appartenente alla famiglia Holocentridae, appartiene all'ordine Holocentriformes per FishBase, WoRMS (World Register of Marine Species) e ITIS (Integrated Taxonomic Information System), appartiene all'ordine Beryciformes per NCBI (National Center for Biotechnology Information).

## Distribuzione e habitat
L'areale si estende all'intero Indo-Pacifico dal mar Rosso e le coste orientali dell'Africa alle Hawaii, l'isola di Ducie e le isole Marchesi. A nord giunge al Giappone meridionale e le isole Ogasawara mentre a sud raggiunge l'Australia e l'isola di Lord Howe. È la specie di Neoniphon indopacifica più comune in acque costiere.
Vive in una varietà di habitat soprattutto legati alla barriera corallina, sia in ambienti di laguna che nelle parti esterne, ma anche su fondi duri di altro tipo in alle praterie di alghe o fanerogame marine. Spesso staziona di giorno fra i coralli ramificati del genere Acropora.
La distribuzione batimetrica va da 0 a 46 metri.

## Descrizione
L'aspetto è quello comune a gran parte degli Holocentridae con corpo snello, occhi grandi, bocca ampia e muso appuntito. La colorazione di questa specie è fondamentalmente argentea anziché rossa come la maggioranza delle specie della famiglia. Sul dorso vi sono riflessi rosei mentre su ogni scaglia c'è un punto rosso o nero e una riga rossastra decorre lungo la linea laterale. La parte anteriore della parte spinosa della pinna dorsale porta una macchia rosso bruna. Il margine posteriore della pinna caudale e la parte molle della pinna anale sono rossastre; le pinne pettorali sono rosee e le pinne ventrali sono bianche.
Raggiunge i 32 cm ma comunemente non supera i 23 cm.

## Biologia

### Comportamento
È notturno come tutti gli Holocentridae. Vive solitario o in gruppetti. La spina sul preopercolo è velenifera.

### Alimentazione
Si nutre prevalentemente di organismi del benthos come crostacei (isopodi, granchi ed altri), molluschi gasteropodi e polipi corallini ma cattura anche piccoli pesci, copepodi planctonici ed alghe.

### Predatori
Sono riportati nella letteratura scientifica casi di predazione da parte di Caranx melampygus ed Epinephelus merra

## Pesca
La specie viene catturata perlopiù per caso dalla pesca artigianale, viene utilizzata come esca per i tonni. È relativamente comune sul mercato dei pesci d'acquario.

## Conservazione
N. sammara è comune in tutto il suo vasto areale e non appare soggetto a minacce antropiche. Per questo la lista rossa IUCN la classifica come "a rischio minimo".